# 2672 Пісек
2672 Пісек (2672 Písek) — астероїд головного поясу, відкритий 31 травня 1979 року.
Тіссеранів параметр щодо Юпітера — 3,351.
Назва походить від міста Пісек у Чехії